# Аллегория чревоугодия и любострастия
«Аллегория чревоугодия и любострастия» — картина нидерландского художника Иеронима Босха.
Картина хранится в Художественной галерее Йельского университета и воспринимается как фрагмент большого тематического ансамбля, возможно, триптиха «Семь смертных грехов».
Глубинную внутреннюю взаимосвязь чревоугодия и любострастия, существовавшую в средневековой системе морали, Босх выявляет ещё в одной своей картине, которая, впрочем, напрямую не обращена к изображению монастырского быта. Чревоугодие воплощено в образах купальщиков, собравшихся вокруг большой винной бочки, верхом на которой сидит пузатый крестьянин. Держа на голове блюдо с мясным пирогом и ничего из-за этого не видя, ещё один персонаж подплывает к берегу. Справа в шатре сидят любовники. Они пьют вино. «Sine Cerere et Libero friget Venus» («Без даров Цереры и Вакха зябнет Венера») — этот стих Теренция был хорошо известен в эпоху Средневековья; проповедники и авторы моральных поучений неустанно внушали своей пастве, что «чревобесие и пьянство — мать блуда».